# Алапајевск
Алапајевск (рус. Алапаевск) град је у Свердловској области у Русији. Налази се на ушћу река Неиве и Алапајхе.
Алапајевск је једно од најстаријих средишта црне металургије на планини Уралу. Прва фабрика је била изграђена 1704. године.
Сам град је основан 1639. Статус града има од 1781. године. Познат је по околним рудницима и бројним фабрикама, као и највећем сиротишту на целом Уралу.
Петар Иљич Чајковски је провео део свог детињства у Алапајевску. Велики кнез Иван Константинович (муж Јелене Карађорђевић) кнез Владимир Палеј и велика војвоткиња Јелисавета Фјодоровна су међу онима које су бољшевици насилно убили у руднику близу Алапајевска у јулу 1918.

## Становништво
Према прелиминарним подацима са пописа, у граду је 2010. живело становника, (%) више него 2002.
| 1939.  | 1959.  | 1970.  | 1979.  | 1989.  | 2002.  | 2010.  |
| ------ | ------ | ------ | ------ | ------ | ------ | ------ |
| 25.049 | 47.103 | 52.111 | 49.848 | 50.060 | 47 100 | 38.192 |